# Pinka
Pinka este o arie protejată (arie specială de conservare — SAC, sit de importanță comunitară — SCI) din Ungaria întinsă pe o suprafață de 486,09 ha, integral pe uscat.

## Localizare
Centrul sitului Pinka este situat la coordonatele 47°12′11″N 16°25′19″E / 47.2031°N 16.4219°E.

## Înființare
Situl Pinka a fost declarat sit de importanță comunitară în mai 2004 pentru a proteja 15 specii de animale. Situl a fost protejat și ca arie specială de conservare în februarie 2010.

## Biodiversitate
Situată în ecoregiunea panonică, aria protejată conține 7 habitate naturale: Pajiști panonice carstice (Stipo-Festucetalia pallentis), Liziere de ierburi înalte hidrofile de câmpie și de nivel montan până la alpin, Pajiști aluvionare inundabile, de Cnidion dubii, Fânețe de joasă altitudine (Alopecurus pratensis, Sanguisorba officinalis), Păduri panonice-balcanice de stejar turcesc - stejar sesil, Păduri aluvionare cu Alnus glutinosa și Fraxinus excelsior (Alno-Padion, Alnion incanae, Salicion albae), Păduri panonice cu Quercus petraea și Carpinus betulus.
La baza desemnării sitului se află mai multe specii protejate:
- amfibieni (1): buhai de baltă cu burta roșie (Bombina bombina)
- mamifere (4): liliac cârn (Barbastella barbastellus), vidră de râu (Lutra lutra), liliac cu urechi mari (Myotis bechsteinii), liliac comun (Myotis myotis)
- nevertebrate (6): croitorul mare al stejarului (Cerambyx cerdo), rădașcă (Lucanus cervus), fluturele purpuriu (Lycaena dispar), Maculinea teleius, Ophiogomphus cecilia, Unio crassus
- pești (4): Eudontomyzon spp., romanogobio albipinnatus (Gobio albipinnatus), boarță (Rhodeus sericeus amarus), fusar (Zingel streber)

Pe lângă speciile protejate, pe teritoriul sitului au mai fost identificate 7 specii de plante.